# ND Adria
Nogometno društvo Adria Miren, thường hay gọi ND Adria hoặc đơn giản Adria, là một câu lạc bộ bóng đá Slovenia đến từ Miren, hiện tại thi đấu ở Giải bóng đá hạng ba quốc gia Slovenia. Câu lạc bộ được thành lập năm 1957.

## Danh hiệu
- Giải bóng đá hạng ba quốc gia Slovenia: 2

1991–92, 2009–10
- MNZ Nova Gorica Cup: 1

2010–11